# Апти Алаудинов
Апти Аронович Алаудинов (рус. Апти Аронович Алаудинов; Горњи, 5. октобар 1973) је руски генерал-лајтнант Росгвардије и командант специјалног одреда за брзо реаговање „Ахмат“. Био је заменик министра унутрашњих послова Чеченске Републике. Проглашен је херојем Руске Федерације (2022) и херојем Луганске Народне Републике (2022) због својих заслуга током инвазије Русије на Украјину.

## Младост и образовање
Рођен је 5. октобра 1973. године у селу Горњи у Ставропољској Покрајини. Отац му је био официр совјетске армије. Током Првог чеченског рата, Аптијев отац и старији брат су погинули у борбама против сепаратистичких снага Џохара Дудајева. Месец дана након што су руске трупе упале у град Грозни, Аптијев ујак и други рођак су погинули у борби. У чеченским ратовима породица Алаудинов изгубила је двадесетак ближих рођака.
Уписао се у ставропољску филијалу Московске државне и правне академије. Године 2001. дипломирао је право на Чеченском државном универзитету.

## Каријера
До 2001. године радио је у тужилаштву. Прешао је да ради у органима унутрашњих послова, као инспектор одељења за регрутацију у кадровском одељењу Министарства унутрашњих послова.
Од 2002. до 2004. године обављао је различите функције у Одељењу за унутрашњу безбедност Министарства унутрашњих послова Чеченске Републике. У јулу 2004. године именован је за заменика начелника Одељења за оперативни и истражни рад Одељења унутрашње безбедности Министарства унутрашњих послова Републике Чеченије.
Од новембра 2005. године је био начелник Одељења за борбу против организованог криминала Министарства унутрашњих послова Чеченске Републике, радио је на стварању овог одељења.
Рамзан Кадиров је 2006. године именовао Алаудинова за шефа Специјалне комисије за праћење поштовања правила и прописа о боравку у привременом смештају интерно расељених лица.
У марту 2009. године именован је за шефа Одељења Министарства правде Русије за Чеченску Републику.
Указом председника Руске Федерације од 13. јуна 2011. године именован је на место заменика министра унутрашњих послова Чеченске Републике и начелника полиције. У марту 2021. године, председник Владимир Путин потписао је указ број 149, према којем је Апти Алаудинов разрешен дужности. Од 2022. године је секретар Савета за економску и јавну безбедност Чеченске Републике.
У јуну 2012. године добио је специјални чин генерал-мајора полиције. Тако је Алаудинов постао најмлађи генерал у руском Министарству унутрашњих послова.
Године 2013. на Московском државном универзитету Ломоносов, под научним руководством доктора филозофије, професора В.И.Коваленка, одбранио је дисертацију за звање кандидата политичких наука на тему „Регионални идентитет као основа за формирање општенационалне политичке идентичности“.
Од 24. фебруара 2022. године, као командант специјалног одреда за брзо реаговање „Ахмат, учествује у инвазији Русије на Украјину. За своје заслуге проглашен је херојем Руске Федерације и херојем Луганске Народне Републике (2022).

## Санкције
Године 2022. је проглашен за непожељну особа на територији Пољске. Санкције се правдају учешћем у инвазији Русије на Украјине.

## Одликовања
- Херој Руске Федерације (2022)[1]
- Херој Луганске Народне Републике (2022)
- Почасни грађанин Чеченске Републике (2022)[15]
- Орден Кадирова (2007)[16]
- Орден Кавказа[16]